# Draga (Kalačka mikroregija, Mađarska)
Draga (mađ. Drágszél) je selo u jugoistočnoj Mađarskoj.
Zauzima površinu od 12,59 km četvornih.

## Zemljopisni položaj
Nalazi se u regiji Južnom Alföldu, na 46°28' sjeverne zemljopisne širine i 19°3' istočne zemljopisne dužine, nekoliko kilometara istočno od Dunava.

## Upravna organizacija
Upravno pripada kalačkoj mikroregiji u Bačko-kiškunskoj županiji. Poštanski broj je 6342.

## Stanovništvo
U Drazi živi 398 stanovnika (2002.). Stanovnici su Mađari.